# Цветков, Валентин Иванович
Валенти́н Ива́нович Цветко́в (27 августа 1948, Флорешты — 18 октября 2002, Москва) — российский политический деятель, губернатор Магаданской области в 1996—2002 годах. Стал жертвой заказного убийства.

## Биография
Валентин Иванович Цветков родился 27 августа 1948 года во Флорештах. В 1953 году переехал с родителями в Магадан, где окончил среднюю школу.
В 1974 году окончил Запорожский машиностроительный институт. 
- В 1974—1980 годах — мастер, старший мастер, начальник цеха, начальник отдела Магаданского ремонтно-механического завода.
- В 1980—1983 годах — заместитель директора Магаданского деревообрабатывающего комбината.
- В 1983—1986 годах — заместитель директора, директор предприятия «Магаданнеруд».
- В 1986—1994 годах — генеральный директор АО «Магаданнеруд».

В 1990 году КГБ СССР возбудил уголовное дело о промышленной контрабанде против СП «Спарк», директором которого был Цветков. 17 апреля 1991 года дело было прекращено «за отсутствием состава преступления». 
12 декабря 1993 года был избран депутатом Совета Федерации. 17 декабря 1995 года избран в Государственную Думу по Магаданскому одномандатному округу. В мае 1997 года мандат Цветкова на довыборах выиграл Владимир Буткеев
3 ноября 1996 года избран губернатором Магаданской области. В январе 1997 года получил полномочия члена Совета Федерации.
С 17 сентября 2001 по 13 марта 2002 — член президиума Государственного совета Российской Федерации.

### Убийство

Могила Цветкова на Ваганьковском кладбище.

18 октября 2002 года в Москве на Новом Арбате Цветков был убит около офиса представительства области. Поджидавший у здания убийца выстрелил Цветкову в голову, отчего тот умер на месте. Основная версия убийства связана с распределением промысловых квот на морские биоресурсы и попытки организованных преступных группировок (в том числе этнических) ослабить государственный контроль в золотодобыче региона. Подозреваемыми в убийстве оказались граждане России Александр Захаров и Мартин Бабакехян. Они были арестованы 7 июля 2006 года на испанском курорте Марбелья. 18 августа 2007 года Испания выдала Александра Захарова России. Мартин Бабакехян был экстрадирован в Россию 19 января 2008 года. В 2011 году присяжные сочли, что вина Мартина Бабакехяна, Артура Анисимова, Александра Захарова и Масиса Ахунца в причастности к убийству доказана. Мосгорсуд приговорил их к лишению свободы сроком от 13,5 до 19 лет.

## Награды
- орден Почёта (29 июля 1998) — за большой личный вклад в социально-экономическое развитие области и многолетний добросовестный труд[9]
- Почётная грамота Правительства Российской Федерации (6 августа 1998) — за большой личный вклад в социально-экономическое развитие Магаданской области и многолетний добросовестный труд[10]
- орден «За заслуги перед Отечеством» IV степени (7 мая 2001) — за большой вклад в укрепление российской государственности и проведение экономических реформ[11]
- Почётный гражданин Магаданской области (2005; посмертно)

## Память

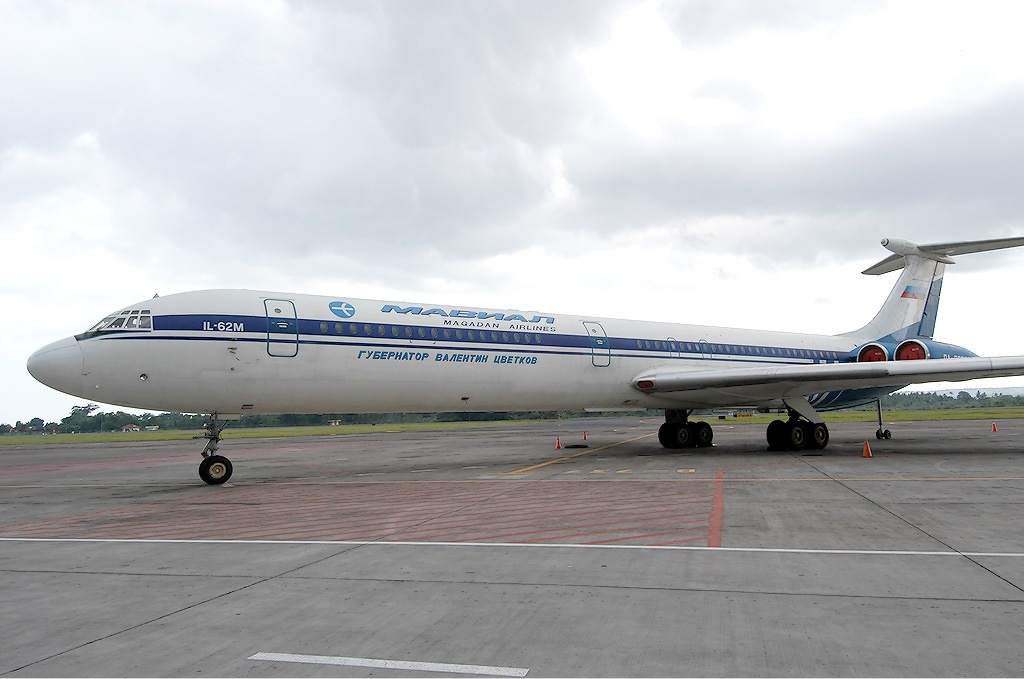
Самолёт «Губернатор Валентин Цветков»

- В мае 2003 года имя «Губернатор Валентин Цветков» было присвоено одному из бортов авиакомпании «Мавиал» — самолёту Ил-62М. Такое решение было принято в знак благодарности губернатору за поддержку авиации Магаданской области[12].